# Hypnum pallescens
Hypnum pallescens là một loài Rêu trong họ Hypnaceae. Loài này được (Hedw.) P. Beauv. mô tả khoa học đầu tiên năm 1805.

## Hình ảnh

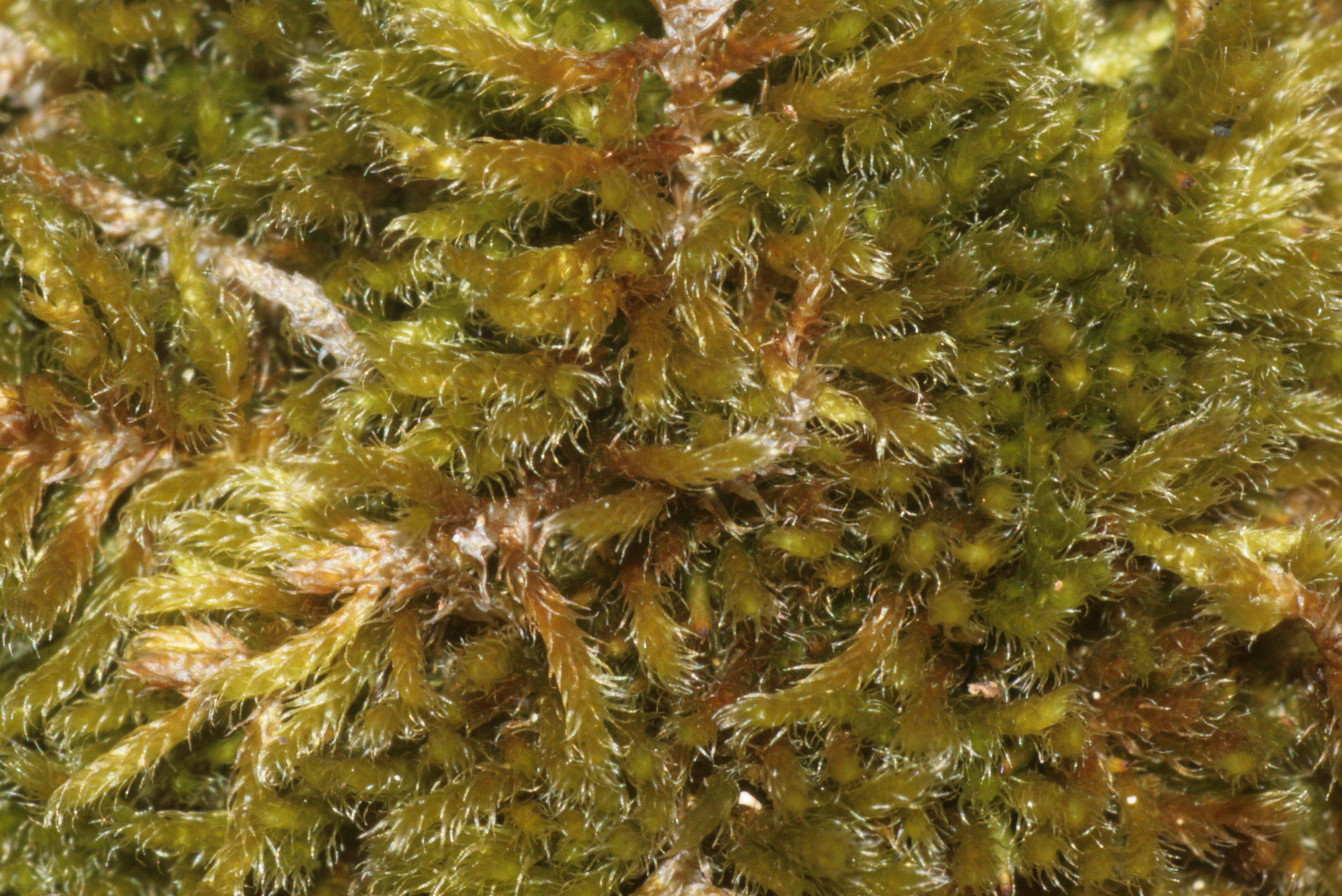
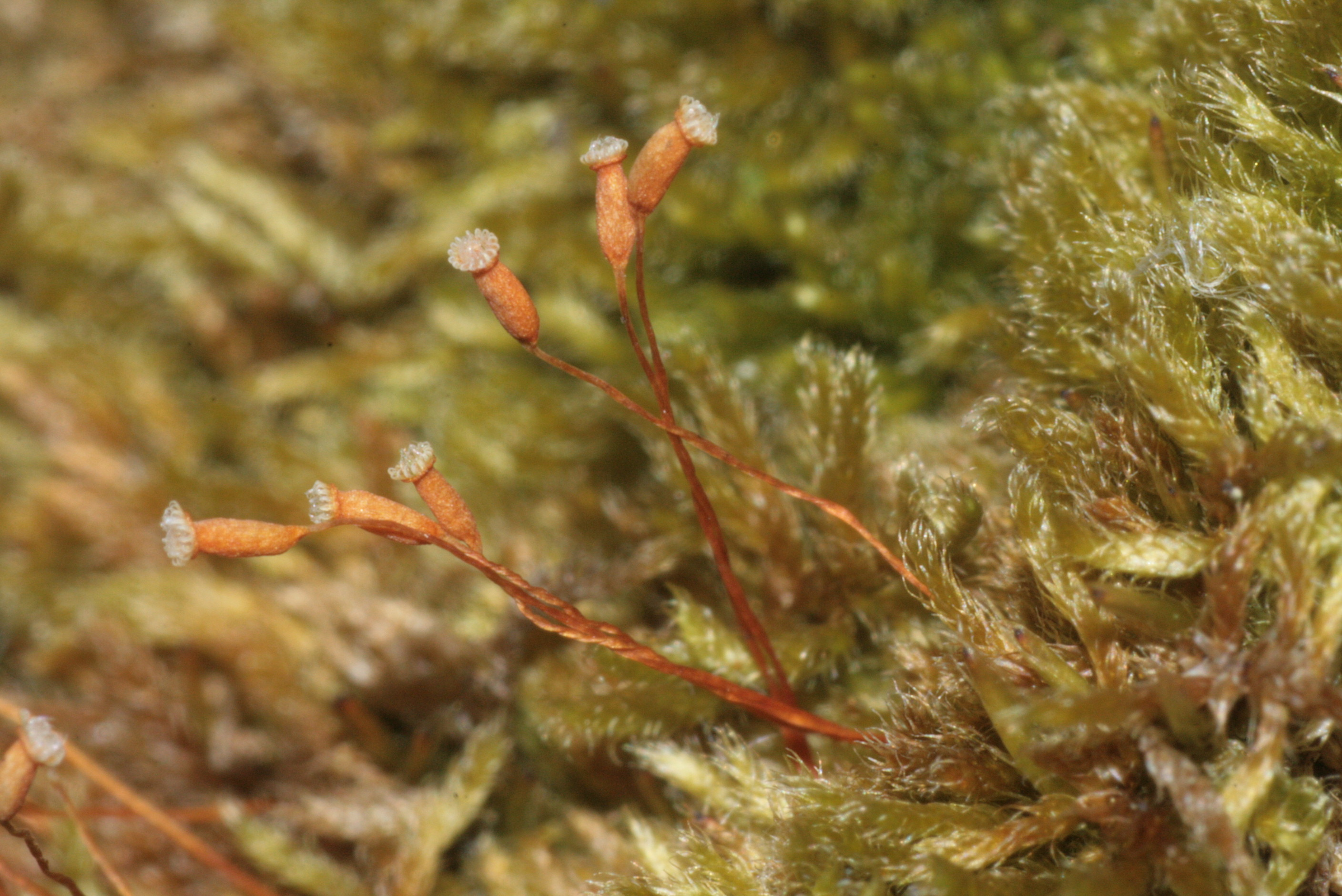
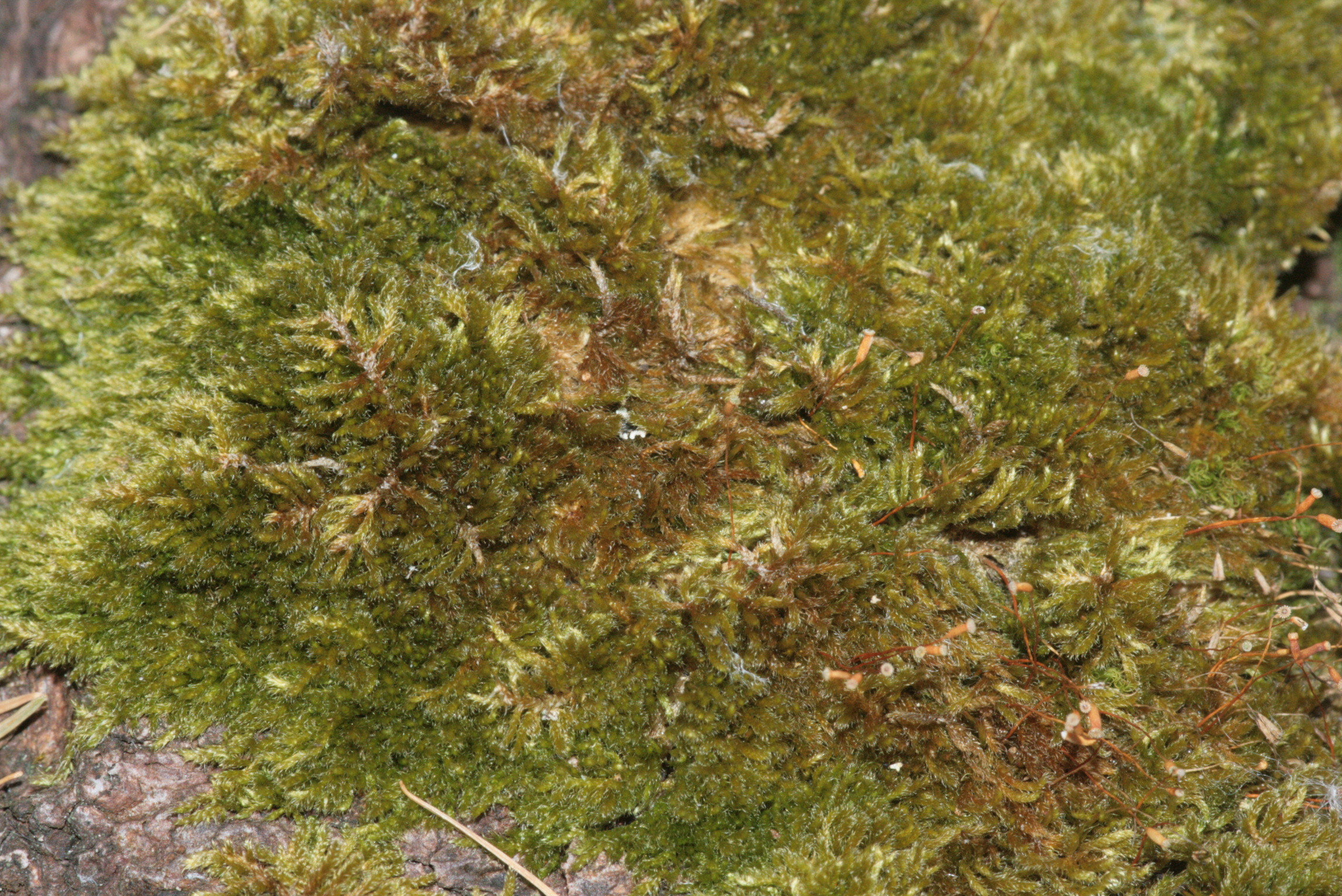
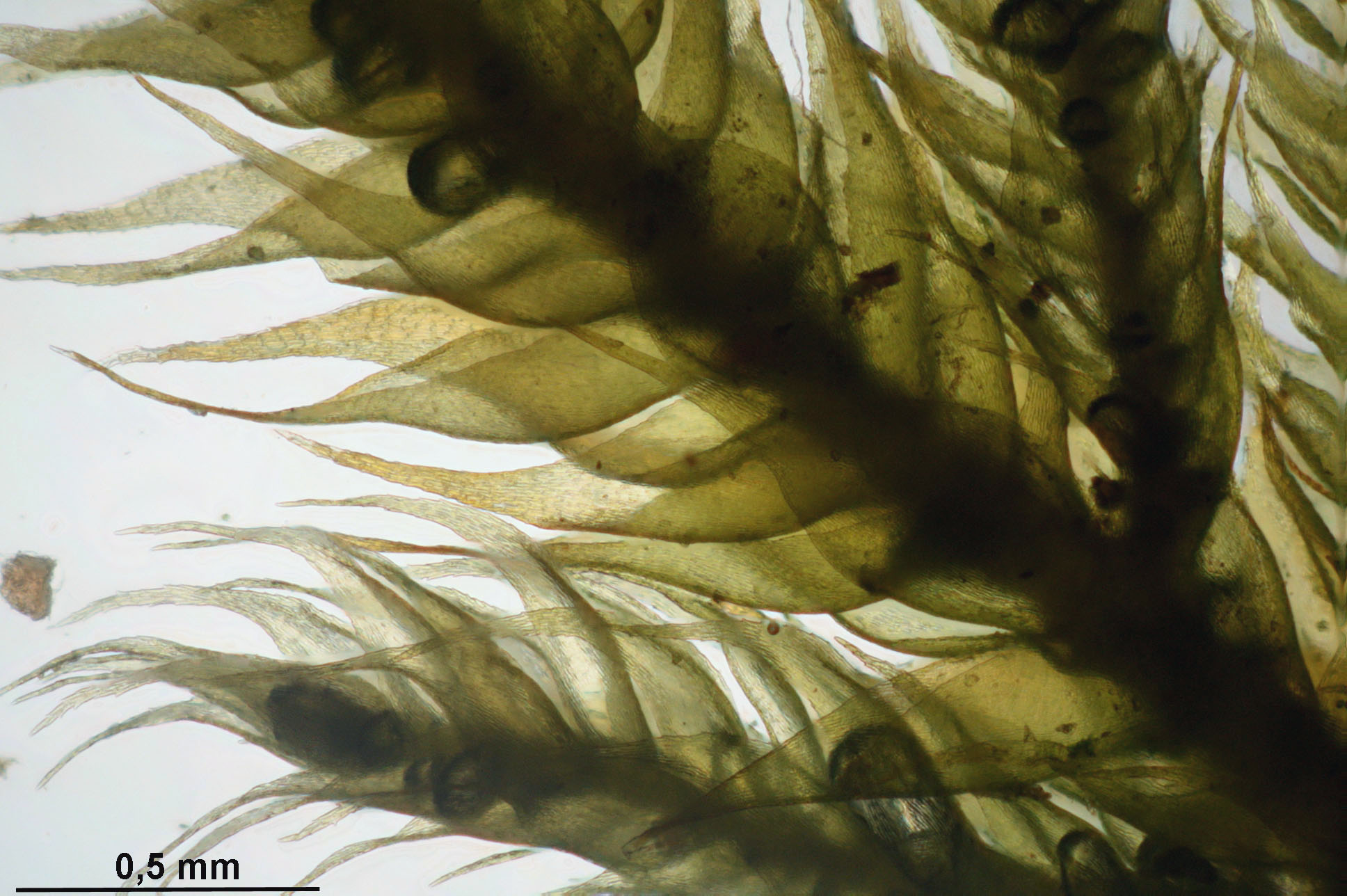